# Danala laxtaria
Danala laxtaria là một loài bướm đêm trong họ Geometridae.